# اندیس غرب چکابI
غرب چکابI یک اندیس غیرفلزی است که در حوالی شهر اشتهارد استان مرکزی قرار دارد و مادهٔ معدنی موجود در آن، فلوئورین است.سنگ میزبان این اندیس آهک است  